# VIII Liga Portuguesa de Futebol Americano
L'VIII Liga Portuguesa de Futebol Americano è l'8ª edizione del campionato di football americano di primo livello, organizzato dalla APFA.

## Squadre partecipanti
| Club                | Città             | Stadio | Sponsor ufficiale | Risultato nella stagione 2015-16 |
| ------------------- | ----------------- | ------ | ----------------- | -------------------------------- |
| Algarve Pirates     | Portimão          |        |                   | Inattivi                         |
| Algarve Sharks      | Faro              |        |                   |                                  |
| Braga Black Knights | Braga             |        |                   |                                  |
| Braga Warriors      | Braga             |        |                   |                                  |
| Cascais Crusaders   | Cascais           |        |                   |                                  |
| Lisboa Devils       | Lisbona           |        |                   |                                  |
| Lisboa Navigators   | Lisbona           |        |                   |                                  |
| Maia Renegades      | Maia              |        |                   |                                  |
| Paredes Lumberjacks | Paredes           |        |                   |                                  |
| Porto Mutts         | Vila Nova de Gaia |        |                   |                                  |

## Stagione regolare

### Calendario

#### 1ª giornata
| 5 novembre 2016 | Algarve Sharks | 22 – 22 | Braga Warriors |  |

| 5 novembre 2016 | Algarve Pirates | 0 – 48 | Maia Renegades |  |

| 6 novembre 2016 | Porto Mutts | 13 – 12 | Paredes Lumberjacks |  |

#### 2ª giornata
| 12 novembre 2016 | Paredes Lumberjacks | 23 – 56 (0-21 7-7 0-14 16-14) | Lisboa Devils |  |

| 12 novembre 2016 | Braga Black Knights | 12 – 14 (0-0 0-6 0-8 12-0) | Braga Warriors |  |

| 13 novembre 2016 | Lisboa Navigators | 14 – 37 (0-18 8-0 6-7 0-12) | Cascais Crusaders |  |

#### 3ª giornata
| 19 novembre 2016 | Algarve Sharks | 7 – 30 (0-0 7-9 0-7 0-14) | Maia Renegades |  |

| 20 novembre 2016 | Algarve Pirates | 0 – 15 | Lisboa Navigators |  |

| 20 novembre 2016 | Braga Black Knights | 12 – 49 | Porto Mutts |  |

#### 4ª giornata
| 26 novembre 2016 | Algarve Sharks | 18 – 20 (0-0 0-7 6-7 12-6) | Lisboa Devils |  |

| 26 novembre 2016 | Algarve Pirates | 6 – 37 (0-20 0-10 0-0 6-7) | Braga Warriors |  |

| 27 novembre 2016 | Cascais Crusaders | 31 – 25 (6-9 0-6 6-7 19-3) | Paredes Lumberjacks |  |

#### 5ª giornata
| 3 dicembre 2016 | Lisboa Devils | 30 – 0 (8-0 0-0 8-0 14-0) | Maia Renegades |  |

| 3 dicembre 2016 | Cascais Crusaders | 6 – 28 (6-7 0-7 0-6 0-8) | Porto Mutts |  |

| 3 dicembre 2016 | Lisboa Navigators | 0 – 22 (0-0 0-0 0-22 0-0) | Braga Black Knights |  |

#### 6ª giornata
| 10 dicembre 2016 | Porto Mutts | 25 – 0 (2-0 2-0 0-0 21-0) | Braga Warriors |  |

| Lisbona 11 dicembre 2016 | Lisboa Navigators | 0 – 48 (0-14 0-12 0-16 0-6) | Algarve Sharks |  |

| 11 dicembre 2016 | Paredes Lumberjacks | 54 – 6 (16-6 16-0 16-0 6-0) | Algarve Pirates |  |

#### 7ª giornata
| 17 dicembre 2016 | Lisboa Devils | 55 – 0 (14-0 14-0 7-0 20-0) | Braga Black Knights |  |

| 17 dicembre 2016 | Braga Warriors | 27 – 32 (7-0 6-13 7-7 7-12) | Cascais Crusaders |  |

| 18 dicembre 2016 | Paredes Lumberjacks | 6 – 21 (0-7 6-7 0-0 0-7) | Maia Renegades |  |

#### 8ª giornata
| 7 gennaio 2017 | Lisboa Devils | 70 – 6 (34-0 16-0 13-6 7-0) | Lisboa Navigators |  |

| 7 gennaio 2017 | Algarve Sharks | 14 – 13 (14-0 0-0 0-0 0-13) | Porto Mutts |  |

| 8 gennaio 2017 | Cascais Crusaders | 72 – 12 | Algarve Pirates |  |

#### 9ª giornata
| 14 gennaio 2017 | Lisboa Devils | 45 – 13 (13-7 12-0 20-6 0-0) | Braga Warriors |  |

| 14 gennaio 2017 | Paredes Lumberjacks | 6 – 20 (0-6 6-8 0-6 0-0) | Braga Black Knights |  |

| 15 gennaio 2017 | Maia Renegades | 33 – 21 (7-0 13-6 6-0 7-15) | Cascais Crusaders |  |

#### 10ª giornata
| 22 gennaio 2017, ore 15:00 | Paredes Lumberjacks | 20 – 7 (6-7 0-0 8-0 6-0) | Lisboa Navigators |  |

| 22 gennaio 2017, ore 15:30 | Maia Renegades | 13 – 7 (0-7 7-0 0-0 6-0) | Porto Mutts |  |

| 22 gennaio 2017, ore 16:00 | Algarve Pirates | 0 – 48 (0-22 0-14 0-6 0-6) | Algarve Sharks |  |

#### 11ª giornata
| 28 gennaio 2017, ore 14:30 | Lisboa Navigators | 12 – 30 (6-28 0-0 6-2 0-0) | Braga Warriors |  |

| 28 gennaio 2017, ore 15:00 | Porto Mutts | 7 – 50 (0-13 7-12 0-12 0-13) | Lisboa Devils |  |

| 29 gennaio 2017, ore 15:00 | Braga Black Knights | 19 – 38 | Cascais Crusaders |  |

#### 12ª giornata
| 4 febbraio 2017 | Lisboa Devils | 98 – 6 | Algarve Pirates |  |

| Braga 4 febbraio 2017 | Braga Black Knights | 14 – 6 | Algarve Sharks |  |

| Braga 5 febbraio 2017 | Braga Warriors | 28 – 8 | Paredes Lumberjacks |  |

#### 13ª giornata
| Faro 11 febbraio 2017 | Algarve Sharks | 20 – 8 (0-8 12-0 0-0 8-0) | Paredes Lumberjacks |  |

| Portimão 11 febbraio 2017 | Algarve Pirates | 6 – 27 (0-7 0-13 0-7 6-0) | Porto Mutts |  |

| Lisbona 12 febbraio 2017 | Lisboa Navigators | 13 – 37 | Maia Renegades |  |

#### 14ª giornata
| 18 febbraio 2017 | Braga Warriors | 14 – 48 (0-19 7-22 7-7 0-0) | Maia Renegades |  |

| Portimão 18 febbraio 2017 | Algarve Pirates | 6 – 44 (6-20 0-6 0-12 0-6) | Braga Black Knights |  |

| Cascais 18 febbraio 2017 | Cascais Crusaders | 38 – 18 (0-12 16-0 8-0 14-6) | Algarve Sharks |  |

#### 15ª giornata
| Porto 25 febbraio 2017 | Porto Mutts | 20 – 3 (6-3 0-0 7-0 7-0) | Lisboa Navigators |  |

| Cascais 25 febbraio 2017 | Cascais Crusaders | 16 – 35 (0-7 8-14 8-6 0-8) | Lisboa Devils |  |

| Maia 25 febbraio 2017 | Maia Renegades | 34 – 0 | Braga Black Knights |  |

### Classifica
La classifica della regular season è la seguente:
- PCT = percentuale di vittorie, G = partite giocate, V = partite vinte,  P = partite perse, PF = punti fatti, PS = punti subiti

| Pos. | Squadra             | PCT   | G | V | N | P | PF  | PS  |
| ---- | ------------------- | ----- | - | - | - | - | --- | --- |
| 1    | Lisboa Devils       | 1.000 | 9 | 9 | 0 | 0 | 459 | 89  |
| 2    | Maia Renegades      | .889  | 9 | 8 | 0 | 1 | 265 | 98  |
| 3    | Porto Mutts         | .667  | 9 | 6 | 0 | 3 | 189 | 116 |
| 4    | Cascais Crusaders   | .667  | 9 | 6 | 0 | 3 | 291 | 211 |
| 5    | Algarve Sharks      | .500  | 9 | 4 | 1 | 4 | 201 | 145 |
| 6    | Braga Warriors      | .500  | 9 | 4 | 1 | 4 | 185 | 210 |
| 7    | Braga Black Knights | .444  | 9 | 4 | 0 | 5 | 143 | 208 |
| 8    | Paredes Lumberjacks | .222  | 9 | 2 | 0 | 7 | 162 | 202 |
| 9    | Lisboa Navigators   | .111  | 9 | 1 | 0 | 8 | 70  | 284 |
| 10   | Algarve Pirates     | .000  | 9 | 0 | 0 | 9 | 42  | 444 |

## Playoff

### Tabellone
|  | Wild Card | Wild Card         | Wild Card      |                |               | Semifinali    | Semifinali    | Semifinali |  |  | VIII Final LPFA | VIII Final LPFA | VIII Final LPFA |  |
|  |           |                   |                |                |               |               |               |            |  |  |                 |                 |                 |  |
|  |           |                   |                |                |               | 1             | Lisboa Devils | 52         |  |  |                 |                 |                 |  |
|  |           |                   |                |                |               | 1             | Lisboa Devils | 52         |  |  |                 |                 |                 |  |
|  |           |                   |                | Algarve Sharks | 22            |               |               |            |  |  |                 |                 |                 |  |
|  | 5         | Cascais Crusaders | 22             | Algarve Sharks | 22            |               |               |            |  |  |                 |                 |                 |  |
|  | 5         | Cascais Crusaders | 22             |                |               |               |               |            |  |  |                 |                 |                 |  |
|  | 6         | Algarve Sharks    | 50             |                |               |               |               |            |  |  |                 |                 |                 |  |
|  | 6         | Algarve Sharks    | 50             |                | Lisboa Devils | Lisboa Devils | 40            |            |  |  |                 |                 |                 |  |
|  |           |                   |                |                |               |               |               |            |  |  |                 |                 |                 |  |
|  |           |                   | Maia Renegades | Maia Renegades | 35            |               |               |            |  |  |                 |                 |                 |  |
|  |           |                   |                | Maia Renegades | 35            |               |               |            |  |  |                 |                 |                 |  |
|  |           |                   |                |                |               |               |               |            |  |  |                 |                 |                 |  |
|  |           |                   |                |                |               |               |               |            |  |  |                 |                 |                 |  |
|  |           | 2                 | Maia Renegades | 36             |               |               |               |            |  |  |                 |                 |                 |  |
|  |           |                   |                | 36             |               |               |               |            |  |  |                 |                 |                 |  |
|  |           |                   |                | Porto Mutts    | 24            |               |               |            |  |  |                 |                 |                 |  |
|  | 3         | Porto Mutts       | 22             | Porto Mutts    | 24            |               |               |            |  |  |                 |                 |                 |  |
|  | 3         | Porto Mutts       | 22             |                |               |               |               |            |  |  |                 |                 |                 |  |
|  | 4         | Braga Warriors    | 9              |                |               |               |               |            |  |  |                 |                 |                 |  |

### Wild Card
| 11 marzo 2017 | Cascais Crusaders | 16 – 50 (8-16 0-14 8-8 6-12) | Algarve Sharks |  |

| 12 marzo 2017, ore 14:30 | Porto Mutts | 22 – 9 (7-0 7-3 2-0 6-6) | Braga Warriors |  |

### Semifinali
| 25 marzo 2017, ore 17:00 | Lisboa Devils | 52 – 22 (12-6 14-8 14-0 12-8) | Algarve Sharks |  |

| 26 marzo 2017, ore 15:00 | Maia Renegades | 36 – 24 (14-0 0-3 6-0 16-21) | Porto Mutts |  |

### VIII Final LPFA
| Évora 8 aprile 2017 | Lisboa Devils | 40 – 35 | Maia Renegades |  |

## Verdetti
- Lisboa Devils Campioni del Portogallo 2016-2017 (2º titolo)